# Taitaglasögonfågel
Taitaglasögonfågel (Zosterops silvanus) är en fågel i familjen glasögonfåglar inom ordningen tättingar.

## Utseende och läte
Taitaglasögonfågeln är en cirka 11 cm lång vassnäbbad sångarliknande fågel med karakteristiskt mycket bred vit ring kring ögat. Ovansidan är olivgrön, undersidan gul på strupe och under stjärten. Flankerna är grå, mörkare än hos pareglasögonfågeln, utan vitt centralt på buken. Sången består av en dämpad och pratig serie "chew"-toner. Bland lätena hörs ett ljust och stigande skallrande ljud, tjatter och ”chew" som de i sången.

## Utbredning och systematik
Fågeln förekommer enbart i sydöstra Kenya, i Taita Hills. som en underart till Zosterops poliogastrus och vissa gör det fortfarande.

## Levnadssätt
Taitaglasögonfågeln hittas i bergsskogar, skogsbryn och plantage, samt i frodiga trädgårdar och buskmarker. Den ses vanligen i par eller flockar som mycket aktivt drar fram genom vegetationen.

## Status
IUCN kategoriserar den som sårbar.